# Cohi
Cohi war ein Gewichtsmaß in Siam, dem heutigen Myanmar und vorrangig als Getreidemaß und als Maß für Hülsenfrüchte in Anwendung.
- 1 Cohi = 40 Sestes = 1600 Sats/Set = 4000 Catti = 5000 Pfund franz. Marktgewicht
- 1 Seste = 40 Sat/Set[1] = 125 Pfund franz. Marktgewicht
- 1 Sat/Set  = >3 Pfund franz. Marktgewicht